# Alejandro Aravena
Alejandro Aravena (* 22. června 1967 Santiago) je chilský architekt.
V roce 2016 získal Pritzkerovu cenu, prestižní ocenění v oblasti architektury. Aravena byl zvolen pro svou práci v oblasti sociálního bydlení a zlepšování životních podmínek znevýhodněných vrstev společnosti.

## Uskutečněné stavby

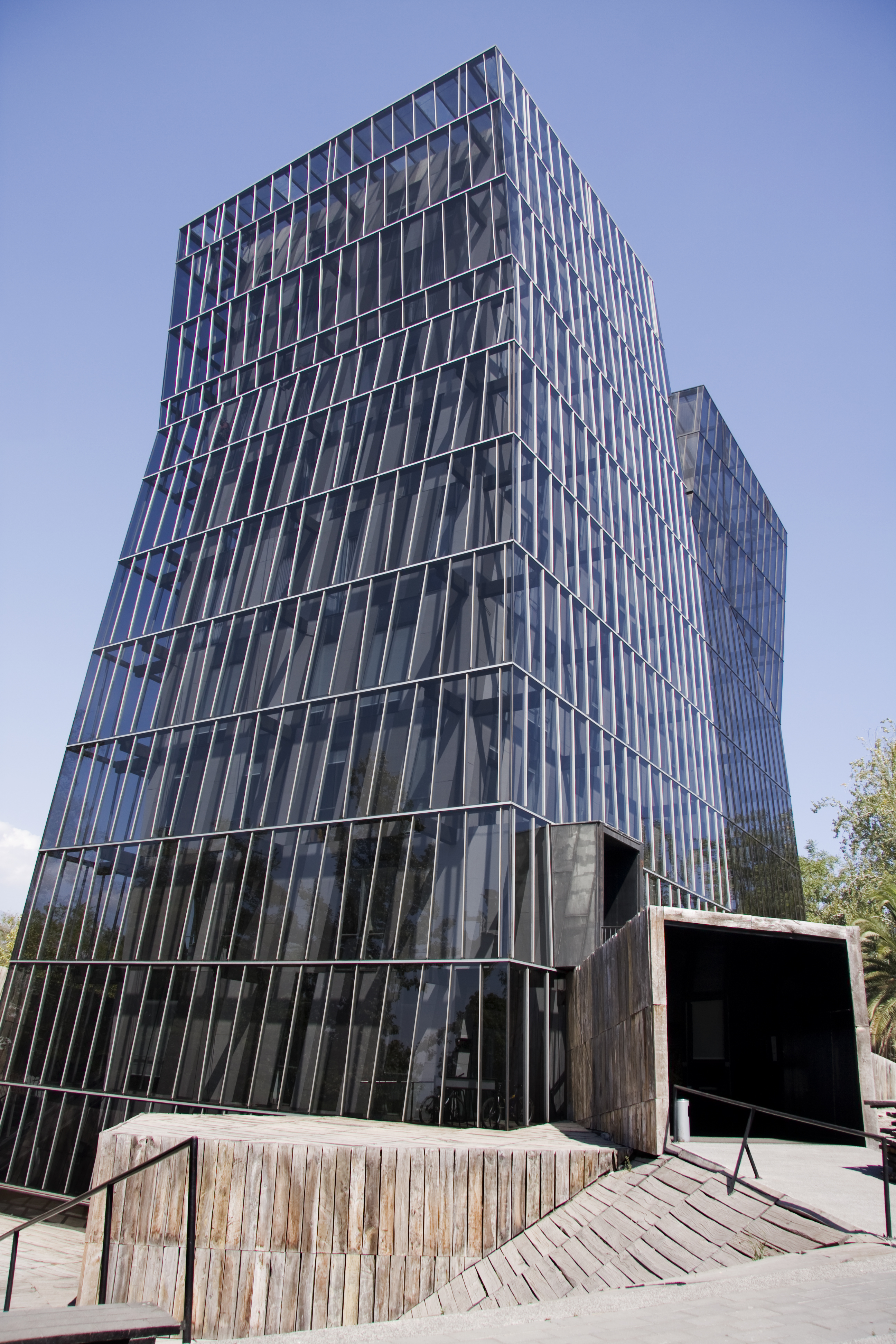
Siamské věže na Katolické univerzitě v Chile
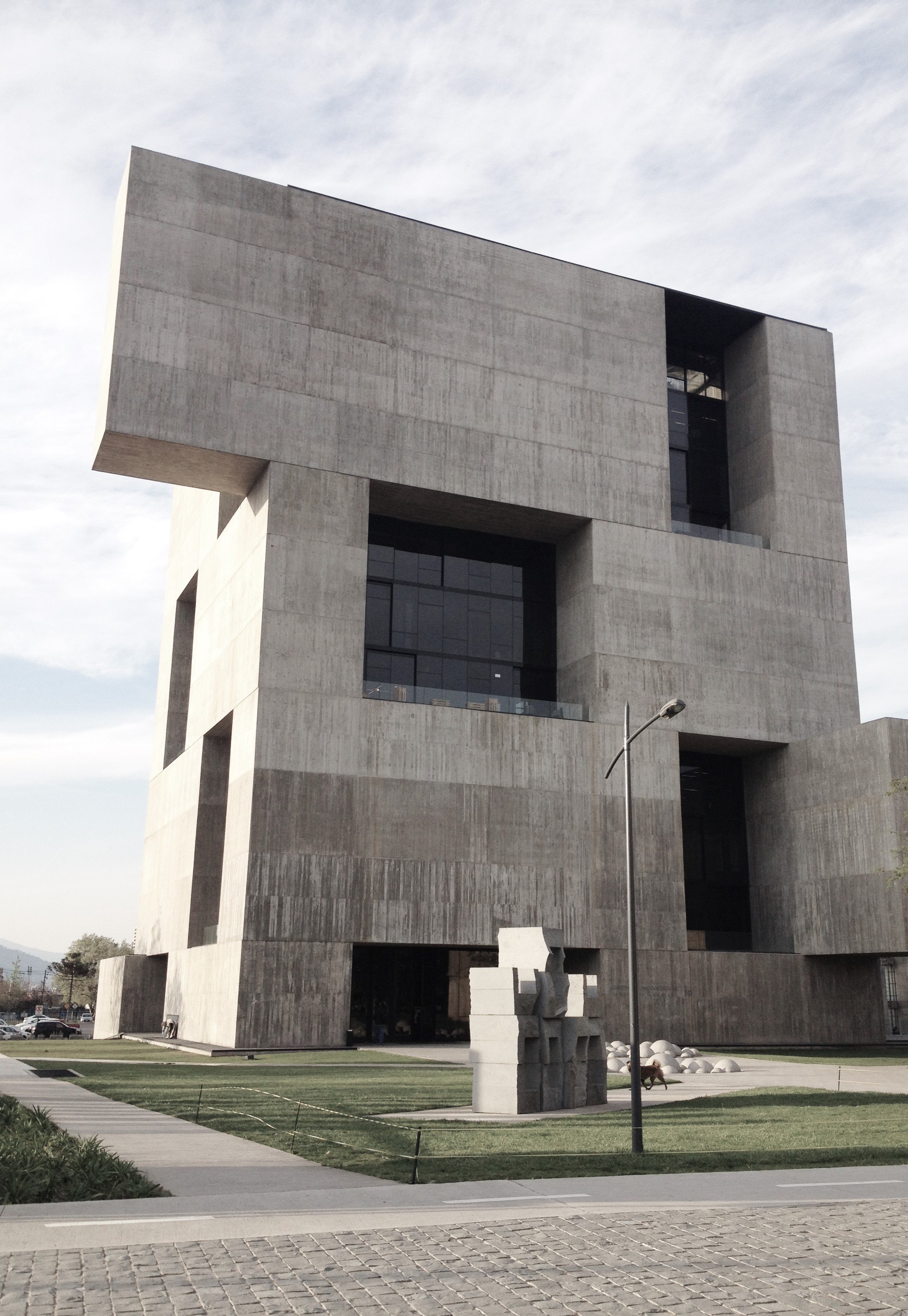
Inovační centrum Anacleta Angeliniho